# Secondhand Spoke
Secondhand Spoke («Пассивный курильщик») — пятнадцатая серия двенадцатого сезона мультсериала «Гриффины». Премьерный показ состоялся 30 марта 2014 года на канале FOX.

## Сюжет
Брайан подвозит Криса в школу, которого по пути в класс встречают местные хулиганы. Они смеются над ним, а Крис не может ответить ничего в отмашку. За всем этим следит Стьюи, которому жалко своего брата. Он твёрдо решает помочь Крису справиться с парнями и научить отвечать на оскорбление оскорблением.
Питер на работе удивляется тому, как его глухая коллега постоянно куда-то уходит. Оказывается, так она проводит свой перекур. Питер тоже решает начать курить для того, чтобы увиливать от дел: разговоры с Мег, секс с Лоис и уход за детьми — убежать от всего этого помогает курение. У Питера начинается сильная зависимость, Лоис решает отвести мужа к доктору Хартманну.
Тем временем Стьюи предлагает Крису свою помощь: он будет находиться в рюкзаке Криса и подсказывать ему, что нужно говорить. План удаётся: Криса в школе начинают уважать и даже предлагают его кандидатуру на президентские выборы класса. Перед собранием Стьюи говорит о том, что он обучил Криса всему, что знает сам и теперь тот сможет пойти в школу один, но Крис силой заталкивает Стьюи в рюкзак и держит его там. Уже за кулисами Крис понимает, что поступил нехорошо и извиняется перед Стьюи. Участвовать в выборах Крис также отказывается.
Доктор Хартманн не смог помочь Питеру в борьбе с курением, но Гриффина приглашают на съёмки промороликов против курения. Однако, через некоторое время Питера увольняют. Уже сидя дома, Брайан говорит о том, что вред, который Питер нанёс себе курением, необратим и Питер навсегда останется больным человеком. Питер в панике: он предлагает прогнать «сцену с домом под музыку», но это не помогает.

## Рейтинги
- Рейтинг эпизода составил 2.1 среди возрастной группы 18-49 лет.
- Серию посмотрело порядка 4.17 миллиона человек.
- Эпизод стал самым просматриваемым в эту ночь Animation Domination на FOX, победив по количеству просмотров новые серии «Симпсонов», «Бургеры Боба» и «Американского Папаши!»[1]

## Критика
Оценку B получил эпизод от критиков A.V. Club, специалистам серия понравилась: «Фу-х. „Пассивный Курильщик“ — обычный средний эпизод „Гриффинов“, и после последних двух недель, это именно то, что мы хотели. Всё в этом эпизоде просто, в рамках персонажей не используется чёрный юмор (по большей части). Вздохнули с облегчением (с дымком). Хорошие стороны этого эпизода открываются сразу после сцены, где Криса обижают хулиганы и мы переходим на вторую сюжетную линию: Питер пристращается к сигаретам.»